# Корейська конфедерація профспілок
Корейська конфедерація профспілок (ККП), також відома як Minju-nochong (кор. 민주 노총; абревіатурою KCTU корейською мовою) — національний профспілковий центр, офіційно створений в 1995 році. Його попередником була Національна рада профспілок (NCTU), створена в 1990 році як незалежна альтернатива Федерації корейських профспілок. З 682,418 членами в 2007 році ККП склала 40,6% членів профспілок в Південній Кореї. ККП має понад 1200 філій профспілок на рівні підприємств. Це другий за величиною національний центр профспілок в Південній Кореї, після Федерації корейських профспілок (ФКП). 1 квітня 2009 року делегати на спеціальній сесії ККП обрали президентом Лім Сонг-кю. З цих двох спілок ККП, як правило, вважається більш войовничою.
У 2008 році під час масових «протестів коров'ячий сказ» ККП оголосили загальний страйк на знак протесту проти імпорту американської яловичини на тій підставі, що споживання нібито зіпсованої яловичини може пошкодити продуктивності праці.
У 2009 році союз потрапив під інтенсивну критику за прикриття ним спроби сексуального насильства жінки члена профспілки з боку високопоставленого лідера союзу. 
У липні 2009 року ККП було наказано виплатити за збитки, понесені від знищення ним 11 поліцейських машин під час сильних сутичок два роки тому.
| Повна назва      | Корейська конфедерація профспілок                                  |
| Дата створення   | 11 листопада 1995                                                  |
| Кількість членів | 682,418 (2007)                                                     |
| Керівник         | Кім Юнг-Хун, президент                                             |
| Місцезнаходження | Сеул, Південна Корея                                               |
| Країна           | Південна Корея                                                     |
| Website          | http://www.kctu.org/ [Архівовано 2 травня 2016 у Wayback Machine.] |

## Історія
Після звільнення від японців в 1945 році і подальшого державного перевороту в 1961 році, Пак Чон Хі, існував тільки один орган правової федерації профспілок в Кореї, Федерація корейських профспілок (ФКП). Режим Паку був дійсно авторитарним, в тій мірі, що він придушив усіх політичних і бізнес-лідерів, на його думку корумпованих. По суті, він дозволяє тільки ті союзи, які він і його режим розглядав як «лояльні» своїй справі. В результаті, протягом майже двох десятиліть в умовах воєнного режиму президента Пака, ФКП була істотно ослаблена і підпорядковувалася репресивним державі і капіталу, у власності родини конгломератів, або чеболі, які домінували і монополізовали галузі в Кореї за допомогою з боку уряду. Таким чином, робітничий рух став дуже фрагментований; тим не менш, вони діяли через локалізовані союзи, такі як шахтарів, працівників текстильної промисловості проти політичних активістів і різних католицьких груп. У 1990-их, з розпадом військових режимів, Чеболі групи Кореї почали знову заявляти про себе з використанням виробничих процесів автоматизації, децентралізованого виробництва, почав переміщати виробництво в інші країни, що погіршує ситуацію ще більше.

## Набуття сили і підтримки
Для того, щоб розірвати відносини з ФКП, якого багато хто вважав довіреною особою уряду за їх підпорядкованність військовим режимам, з'явилися різні національні федерації чеболей на основі профспілок, в тому числі Kia і Hyundai Group, а також регіональних об'єднань, таких як Асоціація профспілок Масан і Чангвоні. Крім того, в державному секторі, Національна спілка вчителів була утворена в 1989 році, щоб протистояти авторитарній системі освіти в Кореї. Проте, багато профспілок відчували необхідність консолідації та подолання характеру руйнування профспілок на національному рівні. В результаті, вони сформували національну організацію, Корейська конфедерація профспілок (ККП) в 1995 році і в подальшому, їх членство збільшилася з 861 спілок і 391 000 членів в грудні 1995 року до 896 спілок і 490 000 членів в грудні 1996 року і майже відразу ККП виявився грізною силою, вони стали авангардом робітників і незамінною перевіркою влади держави, роботодавців і ФКП.

## Зростання значимості Корейської конфедерації профспілок
Незважаючи на внутрішню боротьбу і фракційності ККП, їх методи були надзвичайно ефективними. На початку 1990-х років відбувся перехід від внутрішнього зростання національної конкурентоспроможності, одним з основнови економічної політики Кореї став «спочатку зростання, і розподіл потім.» Щоб протистояти цій моделі, профспілки прийняли народну політику «страйк по-перше, торгуватися пізніше.» Іншими словами, корейські робітники використовували страйки як зброю, щоб домагатися політичних змін, поліпшення умов праці і підвищення зарплати. У 1996 році відбулася значна подія, що збільшила роль ККП на національному, так і світовій арені. Корейська Нова партія, на чолі з президентом Кім Ен Самом, в односторонньому порядку прийняла і змінила закони про працю без присутності опозиційних партій в середині ночі, на шести-хвилинній сесії. По суті, прийняті закони зробили значно простішим для роботодавців звільняти працівників за власним бажанням. Крім того, закони не дозволяли численні союзи на місцевому або на національному рівні; Таким чином, роблячи ККП з його 500.000 членів незаконним і не визнаним до 2002 року. Ці положення спонукали ККП успішно мобілізувати 150000 корейських робітників і керівників ФКП, які раніше показували про-урядову підтримку, на страйк разом. Міжнародне співтовариство, в тому числі Міжнародної конфедерації вільних профспілок і міжнародні профспілки металістів, критикувало і засудило дії корейського уряду. Крім того, представники іноземних союзів провели спільні прес-конференції з корейськими профспілками, уважно спостерігали за страйками, і проведенням різних демонстрацій, у корейських дипломатичних представництв за кордоном. Незважаючи на значний докір з боку міжнародного співтовариства, уряд Південної Кореї вирішив дотримуватися свого початкового рішення і навіть погрожував заарештувати страйкарів. Було підраховано, що три тижні страйку коштував $ 3,4 млрд у вигляді недоотриманих доходів виробництва. Президент Кім Ен Сам, визнаючи зростаючу підтримку ККП з боку народу, вирішив переглянути закони і зустрітися з опозиційними лідерами. У березні 1997 року парламент прийняв більш зважену версію законів про працю і головний економічний радник президента, який був головним героєм попередніх законів, був звільнений разом з іншими консультантами. Зрештою, президент Кім на зустрічі з лідерами опозиції заявили, що ККП буде легалізована.

## Суперечливі результати страйку січня 1997 року
Результати удару січня варіювалися. Нібито, страйк був історичним, в тому сенсі, що він був дуже добре керованим і організованим на національному рівні, з метою пошуку правових реформ. Іншими словами, це була політична боротьба, а також економічна. Але що більш важливо, в перший раз, робоча сила була визнана як ведуча соціальна сила в Південній Кореї. ККП отримав негайне визнання з боку уряду, що  вже давно прагнув. Крім того, їм було надано право створювати кілька профспілок на рівні галузі, але були попереджені що до формування спілок серед вчителів і державних службовців. З іншого боку, багато людей вважали, що переглянутий закон був дуже дефіцитним за своїм змістом. Наприклад, роботодавці як і раніше зберегли своє право звільняти працівників на свій розсуд тільки з двох-річною відстрочкою. Правило «Немає роботи, немає зарплати» і ніякої оплати застосовується в переглянутих законів, в тому числі, гнучку політику робочого дня з метою скорочення заробітної плати. Таким чином, роботодавці змогли посилити свою владу в той час як робочі втратили захист від звільнення і забезпеченість роботою, що вони прагнули так відчайдушно.

## Обмеження ККП
1997 рік був роком руйнівним як для народу Південної Кореї так і для усієї країни. У листопаді 1997 року багато конгломератів в тому числі, Hanbo, і кілька Chaebol групи були банкрутами. Крім того, численні банки стали неплатоспроможними. Незважаючи на зусилля Банку Кореї і зусиль уряду скоротити економічну кризу, валютний курс і фондовий ринок увійшов у вільне падіння, тим самим викликаючи можливий дефолт за своїми зовнішніми борговими зобов'язаннями. 3 грудня 1997 року Міжнародний валютний фонд вирішив дати великий антикризовий пакет Південній Кореї, що складався з $ 57 млрд. МВФ зажадав жорстких вимоги. Корея на додаток до реструктуризації своїх фінансових і корпоративних секторів, повинна була «лібералізувати» свої ринки, іншими словами, відкрити свої ринки таким чином, щоб принести користь іноземним інвесторам. У спробі зберегти робочі місця робітників, ККП здійснив загальнонаціональну кампанію зі збору підписів для гарантії робочих місць для робітників і прагнув покарати людей, відповідальних за економічну кризу. Крім того, вони організували близько 30 000 чоловік на мітинг і вимагали політичних реформ і шукали захисту від насувається довільних звільнень. Загальний страйк був підтриманий синіми комірцями і білими комірцями, в тому числі, фінансовим сектором і конторськими працівниками. Страйк був також підтриманий населенням в цілому і, незважаючи на державний контроль над ЗМІ, Інтернет виступав каналом у наданні інформації в реальному часі зовнішньому світу, в перший раз. Але, не дивлячись на зусилля ККП в організації загального страйку, результати були дуже невтішними. Що було накладено МВФ або урядом, це дало значну свободу дій капіталістам або чеболя щодо звільнення робітників. Більш того, страх втратити свої робочі місця, робочі, які не були членами профспілки, зокрема, середнього і верхнього рівня були повністю захоплені зненацька. Економічна криза також змусила уряд ухвалювати закони, не шукаючи зв'язку із спілоками, тим самим посилюючи триваючі конфлікти. В результаті санкціонованої реструктуризації з боку МВФ, трудові спори неминуче загострилася до 129 з 78 в 1998 році.

## Критика ККП
Протягом трьох років свого існування ККП досягло значних успіхів, в тому числі, юридичне визнання урядом і накопичена значна національна популярність. Маючи більш ніж півтора мільйона членів і здатність мобілізувати десятки тисяч робочих в будь-який момент часу, ККП тепер законна сила, яка не може бути проігнорована. Проте, голоси невдоволення всередині союзу росли. З 14 січня 1998 року урядом, відповідно до мандату МВФ, була сформована Тристороння рада з управління праці. Це були узгоджені зусилля всіх трьох сторін в рівній мірі «ділити» біль і страждання, пов'язані з економічною кризою. Члени Союзу ККП відсторонили керівництво, яке на їхню думку, було відповідальним за серйозні помилки і вибрали  Лі Кар-Ен як свого нового президента.
У відповідь на економічну кризу, рівні участі ККП також знизилися. Він впав на 9 відсотків або 40,783 членів, в період з січня по жовтень 1998 року в цілях зниження подальших звільнень роботодавцями, ККП філії займаються страйками на Hyundai Motor Company в серпні і вересні 1998 року Незважаючи на те, що компанія мала намір звільнити 1500 співробітників, в результаті більш ніж місяцю простою, протягом якого деякі члени профспілки оголосили голодування і завдяки національній підтримці що була надана іншими профспілками, Hyundai був змушений скоротити число звільненнь до 277, але, тим не менш, вони не змогли запобігти ККП від зниження кількості членів.
Одним з найбільш важливих питань праці було залишено в невідомості  лікування жіночої робочої сили в Кореї. У зв'язку з цим, всі профспілки в тому числі ККП, були в унісон піддані критиці за відсутність захисту інтересу жінок-робітниць. Їх нездатність вирішувати проблеми важких умов праці і численних порушень трудових прав є вкрай невдалими і незрозумілими.
Профспілки в Південній Кореї були історично репресовані своїми урядами протягом майже п'яти десятиліть. Від створення Першої Республіки Корея, від президента Лі Син Мана і наступних військових генералів, які правили протягом наступних тридцяти років, всі придушували союзи і навмисно ганьбили конституцію країни, заради «прогресу» нації. Проте, з моменту створення ККП в 1995 році, Південна Корея і її народ почав бачити проблиск надії. Вони, по суті, глибоко змінили динаміку відносин між капіталістами, державними працівниками і робочими. ККП, від його мізерного початку успішно стверджує себе як незамінного партнера щодо прав робітників Кореї. З незаконного органу, вони були запрошені урядом, щоб бути «партнером» в національному процесі прийняття рішень. Іншими словами, вони були визнані як грізна сила, яка більше не може бути проігноровано. Кульмінацією їх статусу стало під час президентських виборів 1997 року висування Квон Юнг-Жиля, як п'ятого кандидата в президенти Південної Кореї від ККП, тепер другого за величиною союза. Але, незважаючи на свої досягнення, вони мали свою частку недоліків яка включала внутрішню фрагментацію, зниження кількості членів, а також нехтування жіночої робочої сили в Кореї. Тому, хоча ККП мала підвищений політичний і соціальний статус організатора праці, як не дивно, вона спонукала прийняття різних змін у законах по робітничій силі, які в кінцевому рахунку, завдають шкоди і перешкоджають позиції працівника в Кореї.
2013 поліцейський рейд.
22 грудня 2013 року, сотні спецпризначенців увірвалися у штаб ККП в Сеулі, сотні отримали поранення. Шість старших керівників ККП були заарештовані за підтримку національного залізничного страйку, який уряд оголосив «незаконним». За даними Міжнародної конфедерації профспілок і Міжнародної федерації працівників транспорту: «Уряд Південної Кореї і її антипрофсоюзна поведінка знову в центрі уваги міжнародної спільноти. Її дії йдуть врозріз з його зобов'язаннями перед МОП, а також трудовим нормам в торгових угодах з США і ЄС. Крім того, уряд не в змозі виконувати свою первісну прихильність ОЕСР, дотримуватися міжнародних трудових норм».

## Зовнішні посилання
- KCTU Website [Архівовано 2 травня 2016 у Wayback Machine.]